# Váczi Ernő
Váczi Ernő (Kocsola, 1939. március 11. – 2022. október 1.) agrármérnök, lótenyésztő, lovas, sportvezető.

## Szakmai életút
Gyermekkori lóhoz-kötődése és időközi lovaglás-szenvedélye a pályaválasztásban is kötelezte. A Szekszárd-Palánki mezőgazdasági szakközépiskola (1956) elvégzése után a Gödöllői Agrártudományi Egyetemen szerzett mérnöki diplomát 1962-ben. A szerencse lehetősége 1962-ben Bábolnára vezényelte, ahol a tradicionális arabló tenyésztés mellett, az 1960. évi országos lótenyésztés átszervezése kapcsán valamennyi állami telivér ménes – Apáti, Diós, Kerteskő, Remeteség, Szépalma – tenyésztési irányítását és üzemelési szervezését végezték. Váczi Ernő a ménes-gyakornoki hónapokat 1962-ben Remeteségen töltötte, majd 1963 és 1965 között az önálló ménesvezetői feladatokat Kisbér-Apátipusztán végezte. Kiemeléssel, bábolnai osztályvezetőként, majd főállattenyésztőként – kitűnő beosztott ménesvezetőivel – irányította az arab tenyészetet és valamennyi telivér ménest 1965 és 1973 között.
A bábolnai lehetőségek számos korszerűsítést engedtek az istállózás, a takarmányozás technológiája és a csikónevelés területén. Így az „Imperiál-csúcsos” évek után további magyar sikerek születtek a Nyugat-Európai versenypályákon. Nem igaz „háromszoros” derby győzelme, Pomádé király Hamburger Criterium nyerése, Isztropirin Schwarzwald-Rennen és Zukunfts-Rennen győzelmei Baden-Badenben, Norbert prágai derby nyerése, Inspektor, Nimbusz, Nánika Austria-Preis és Nemo kapitány bécsi derby győzelme igazolják az egykori bábolnai ménesi munka sikereit.
1973-1978 között a Magyar Lóverseny Vállalat alagi telepén istállócsoport vezetőként, a telivérek kiképzését, versenymenedzselését irányította, majd az Országos Lótenyésztési Felügyelőség osztályvezetőjeként, országos hatáskörrel tenyésztés-szervezést végzett 1978-tól 1983-ig. Egy újabb átszervezés után 1983-1994 között az üllői Biotech Embriológiai Központ igazgatója, ahol kitűnő munkatársaival az embrió-átültetések nagyüzemi alkalmazását dolgozták ki – a ló, szarvasmarha, juh, kecske állatfajokban – amely csúcstechnológia a rendszerváltás változó igényével elhalványodott.
1995-1999 között az Alagi Versenyló Tréningközpont vezetője, majd egyidejűleg a Nemzeti Lóverseny Kft. szakmai-igazgató helyettese. Közben – a sűrű átszervezések következtében, 100 napig (1996. január-április) – „megbízott igazgató”.
1999-től nyugdíjas, azóta hobbijaival – erdőjárással, vadászattal, írással és kertészkedéssel – tölti idejét.

## Szakmai, társadalmi tevékenység
- 1983-1993 a Magyar Lovas Szövetség fogathajtás szövetségi kapitánya, a világelsőséget jelentő 18 világbajnoki éremmel.
- 1990-1993 a Magyar Lovas Szövetség fogathajtó szakbizottsága elnöke.
- 1987-től a Magyar Fogathajtó Sport Baráti Köre Egyesület alapító tagja.

## Publikációs jegyzék
- Fogathajtás c. könyv társszerzője, szerkesztője (2004)
- 170 év versenyben és tenyésztésben c. könyv szerkesztője (1997)
- Fogathajtás c. évkönyvsorozat szerkesztője (1984-1986, 2001-2004)
- Országos Tenyészmének Évkönyve 1-5 kötete szerkesztője (1982-1986)
- Fiatal Tenyészmének Katalógusa 1-8 kötete szerkesztője (1983-1990)
- Bábolnai arabló tenyésztés évkönyvei szerkesztője (1969-1972)
- Bábolnai versenyló tenyésztés évkönyvei szerkesztője (1968-1972)
- Ötven vadász emlékeiből c. könyv társszerzője (8/2000)
- Lovasfutár, majd Lovas Élet havi szaklap sorozatírója, Zsurmák címmel
- Lovas Nemzet havi szaklap sorozatírója Jubileumi tallózás, majd Kalendárium címmel
- Zsurmák. Lovak, lovasok, történetek...; Tarandus, Győr, 2012
- Írások Kocsoláról, Tolna megyéről (2016)
- Ló és (is) ember. A ménes-legelőtől a világbajnoki arénáig...; magánkiadás, s.l., 2018

## Elismerései
- Magyar Népköztársaság Sportérdemérem arany fokozata (1984)
- Sportújságírók díja 2-szer: Év sportolója (1984, 1986)
- Köztársasági Elnöki Arany Emlékérem (1996)
- Gróf Széchenyi István Lovas Emlékérem (2003)
- Életfa Emlékérem (FVM bronz, 2009, Agrárminisztérium ezüst, 2019)
- Magyar Lóversenysport Életműdíja (2015)
- Kocsola díszpolgára (2016)